# Project-X
Project-X è un videogioco del tipo sparatutto a scorrimento, sviluppato per Amiga nel 1992 e in seguito portato su sistemi MS-DOS.
Nel 1993 ne uscì una versione per Amiga revisionata con diverse modifiche; questa uscì anche per Amiga CD32, ma solo all'interno di raccolte.
Sviluppato e pubblicato dal Team17, divenne noto per essere uno dei migliori sparatutto a scorrimento per Amiga, con grafica e sonoro eccezionali per l'epoca.
Seguendo una modalità di gioco molto tradizionale, il giocatore controlla una navetta che combatte contro astronavi aliene. Diversi power-up che appaiono fin dal primo livello permettono di incrementare la potenza di fuoco della navetta. La navetta può utilizzare sette armi diverse.
Il gioco, formato da cinque livelli, si caratterizza inoltre per la sua altissima difficoltà. Molte delle modifiche nell'edizione revisionata del 1993 miravano a ridurre la difficoltà.
Di Project-X è stato sviluppato un seguito per PlayStation, intitolato X2.

## Eredità
Il gioco venne parodiato in un livello di Superfrog, un altro gioco sviluppato dal Team17. Il livello venne chiamato Project-F e la parodia si spinge fino a utilizzare una versione rivista del tema originale.